# Čejov
Čejov är en ort i Tjeckien.   Den ligger i regionen Vysočina, i den centrala delen av landet, 90 km sydost om huvudstaden Prag. Čejov ligger 493 meter över havet och antalet invånare är 420.
Terrängen runt Čejov är lite kuperad.Runt Čejov är det ganska glesbefolkat, med 45 invånare per kvadratkilometer. Närmaste större samhälle är Humpolec, 3,0 km sydväst om Čejov. I omgivningarna runt Čejov växer i huvudsak blandskog.